# Dominiek Savio (zorginstelling)
Dominiek Savio is een Belgische organisatie voor mensen met een fysieke beperking gevestigd in Gits (West-Vlaanderen), en gelegen aan de Koolskampstraat. De organisatie is vernoemd naar de Italiaanse heilige Domenico Savio.

## Ontstaan
In het begin van de jaren vijftig stonden in de wijk Onledemolen in Gits het kasteel Mariasteen en een klooster.
In het kasteel bevond zich een school voor lichamelijke opvoeding, waaruit een Hoger Instituut voor Kinesitherapie en Ergotherapie groeide, het eerste in Vlaanderen.
Toen het klooster leeg kwam te staan, werd op vraag van de Brugse bisschop Emiel Jozef De Smedt een school en een internaat opgericht voor kinderen met een fysieke handicap.
De bedoeling was, in functie van de opleiding in het Hoger Instituut, beroep te kunnen doen op artsen, paramedici en studenten.
Hiermee werd de basis gelegd van een centrum voor gehandicaptenzorg met een grote diversiteit.
De stichter en organisator was de West-Vlaamse priester Dries Favorel (1923-2009). Hij werd in 1988 opgevolgd door priester Pierre Breyne en vanaf 2012 door Philip Vanneste.

## Dominiek Savio vzw
Wat in 1954 begon als een hoger instituut voor de kinesitherapie, groeide uit tot een van de grootste instellingen voor mensen met fysieke handicap uit het land en de grootste werkgever in de gemeente Hooglede. EH Andries Favorel kreeg in 1954 de opdracht om de zaken te behartigen voor de failliete sportschool. Heel vlug ontstond het idee om een hoger instituut voor kinesitherapie op te starten. In 1958 kreeg de school een erkenning van het ministerie voor drie jaar hoger onderwijs. Om te vermijden dat de studenten kinesitherapie naar het buitenland moesten voor hun stage, diende een oefenschooltje te worden voorzien. Op de plaats waar het vroegere klooster van de Witte Paters stond in de Koolskampstraat in Gits stichtte EH Andries Favorel op 1 maart 1958 het Dominiek Savio Instituut voor kinderen met fysieke beperkingen. Voor de bouw van start ging, bezocht Andries Favorel ruim 100 instellingen verspreid over Europa. Het was zijn idee om, als eerste in België, aparte paviljoenen te bouwen voor de bewoners. Het werd genoemd naar de heilige Domenico Savio.
In 1959 arriveerden de eerste jongens en meisjes met handicap op het domein van de Witte Paters. Het ging toen voornamelijk om kinderen van drie tot twaalf met hersenverlamming. Het was de eerste keer dat Andries Favorel met mensen met handicap in aanraking kwam. Tot op dat ogenblik had hij vooral geijverd voor zijn school. Toen hij de mindervalide kinderen zag, besefte hij het enorme potentieel van die groep en de grote nood waarin zij verkeerden. Hij wilde niet dat de kinderen die in Dominiek Savio aankwamen, op twaalfjarige leeftijd zouden worden weggestuurd. Vandaar zijn beslissing om een middelbare school op te richten. Al gauw bleek dat de combinatie van een hogeschool en een instituut voor mensen met handicap te hoog gegrepen was. In 1963 verhuisde de hogeschool naar Brugge. In 1972 werd het klooster van de Witte Paters gesloopt en verrees het complex ’t Withuys, waar nu de lagere school is ondergebracht.
Op vandaag biedt Dominiek Savio zorg, onderwijs, dagbesteding en huisvesting aan meer dan 500 kinderen, jongeren en volwassenen met fysieke of meervoudige handicap op de eigen sites. Daarnaast worden meer dan 1000 kinderen, jongeren en volwassenen begeleid in hun eigen omgeving, school ...
In de voorbije vijftig jaar is in de hulpverlening een hele weg afgelegd. Het instituut ontstond in de naoorlogse periode, toen de zorg voor wie het minder goed had in de samenleving centraal stond. In de beginjaren van het instituut moest de persoon met handicap vooral goed verzorgd worden en zich daar niet te veel vragen bij stellen. De uitbouw van een beschermde campus getuigt van deze bekommernis. Gaandeweg is het individu en de individuele vrijheid alsmaar belangrijker geworden. Betrokkenheid, zelfontplooiing en zelfbeschikking werden basisbegrippen. Nu valt de zorgverstrekking in drie luiken uiteen. Het Dominiek Savio Instituut biedt ambulante ondersteuning en begeleiding, onder meer via de thuisbegeleidingsdienst ’t Spoor, geïntegreerd onderwijs, begeleid werken, enz. Het semi-residentieel aanbod omvat onder meer het buitengewoon kleuteronderwijs, lager en middelbaar onderwijs, het kinderdagverblijf ’t Stationnetje en het dagcentrum. Het residentiële aanbod omvat een gamma aan woonvormen en een internaat voor de schoolgaande jeugd.
In de jaren 90 werd het vroegere stationsgebouw van Gits aangekocht door de vzw Dominiek Savio Instituut. Het gebouw, dat dateert uit 1847, werd door de leerlingen renovatie in opleiding bij de VDAB grondig opgeknapt. Architect Rheinhout Verfaillie gaf het vernieuwde gebouw de vorm van een stoomlocomotief mee. In het stationsgebouw, dat heel toepasselijk de naam ’t Stationnetje meekreeg, werd een kinderdagverblijf ondergebracht waar valide en mindervalide kinderen samen worden opgevangen.

## Mariasteen
De beschutte werkplaats Mariasteen, opgericht in 1963 als eerste beschutte werkplaats in Vlaanderen, werd ondergebracht in het vroegere kasteel Mariasteen, dat in 1906 door baron Karel Gilles de Pélichy gebouwd werd voor zijn vrouw Maria. Op het einde van de Eerste Wereldoorlog werd het kasteel door de Duitsers bij hun aftocht opgeblazen. In de Tweede Wereldoorlog deed het gebouw dienst als vakantieoord voor de KSA-jongeren. Doel van de beschutte werkplaats was om de schoolverlaters van Dominiek Savio en de werkloze mindervaliden uit de regio Roeselare een passende job te geven. In het prille begin gingen in de beschutte werkplaats tien mensen aan de slag, in de kelder van het Dominiek Savio Instituut.
Nu doet het grondig vernieuwde en gemoderniseerde gebouw dienst als beschutte werkplaats. Op een totale bedrijfsoppervlakte van ruim 7ha biedt Mariasteen werk aan 830 mensen, verspreid over drie vestigingen. Die groep omvat 500 mensen met handicap, de overigen staan in voor de omkadering. Mariasteen is een onderaannemingsbedrijf, maar is de voorbije jaren geëvolueerd van een onderaannemer die een toegevoegde waarde genereert naar een allround-aannemingsbedrijf dat zelf grondstoffen aankoopt en producten afwerkt. Niet onbelangrijk in de beschutte werkplaats op vandaag is het ergolab, waar de methodedienst zich de hersenen pijnigt over hoe ze het de mindervalide werknemer gemakkelijker kan maken. In het lab worden de mensen met handicap getest, nadien worden aanpassingen gemaakt om hen de beste job te kunnen aanbieden.
Met het feest- en congrescentrum d’ Oude Melkerij en de speel- en leerboerderij annex centrum voor hippotherapie Hoeve Ter Kerst als sociale tewerkstellingsprojecten waagt Mariasteen in het begin van de 21ste eeuw zijn eerste stapjes in de dienstensector. Beide gebouwen werden in samenwerking met de VDAB-cursisten bouw en renovatie de afgelopen jaren grondig gerenoveerd. In 2008 werd overigens ook het 16ha grote speel- en natuurbelevingsbos Ter Kerst, een initiatief van de gemeente in samenwerking met het Vlaams Gewest, opengesteld voor het grote publiek.